# Duinenabdijstraat
De Duinenabdijstraat is een straat in Brugge.

## Beschrijving
Tussen de Potterierei en de Oliebaan werd in 1991-92 een nieuwe verkaveling aangelegd, op grond die voordien als stapelplaats diende voor bouwmaterialen behorende aan de stad Brugge.
De straat ligt naast de voormalige Duinenabdij en de naam verwijst uiteraard naar de abdij. Het plaatselijke toponiem Stuivenberg kwam ook in aanmerking, maar werd niet gekozen omdat er op de gemeenteafdeling Sint-Michiels al een Stuivenbergstraat bestaat, genoemd naar een oud leengoed op die plek.